# Odcinek Taktyczny „Bastion”
27 (Lubaczowski) Odcinek Taktyczny „Bastion” – jeden z trzech odcinków taktycznych UPA, wchodzących w skład 6 Okręgu UPA.
Formalnie odcinek ten powstał w listopadzie 1945 roku, chociaż odcinki taktyczne w sąsiednim II WO Buh powstały już na początku tego roku. W 1945 roku na terenie Odcinka działały trzy sotnie: „Mesnyky-1”(97, dowódcy „Szum”, potem „Kałynowycz”), „Mesnyky-2” (98, dowódcy „Bis”, „Bałaj”, potem „Tucza”), „Mesnyky-3” (97a). W 1946 roku utworzono „Mesnyky-4” (98a) i „Mesnyky-5” (97b). W lecie 1946 roku siły odcinka liczyły 5 sotni, 14 czot, 44 roje, łącznie 500 żołnierzy. W latach 1946–1947 na terenie Odcinka przebywały prawie stale również oddziały sąsiedniego II WO Buh: podoficerska sotnia szkolna „Perejasławy-1” (dowódca „Bryl") oraz sotnia „Koczowyky”.
Oprócz zadań bojowych oddziały tego Odcinka Taktycznego miały za zadanie chronić członków Krajowego Prowodu OUN Zakerzonia. W lecie 1947 wszystkie oddziały tego odcinka poniosły poważne straty w walce w czasie Akcji Wisła. Dlatego pod koniec sierpnia 1947 roku za zgodą dowódcy VI Okręgu rozformowano oddziały UPA. Kilka grup wyruszyło na Zachód, natomiast resztki sotni M-5 pod dowództwem „Kruka” przebiły się do USRR w celu kontynuowania walki zbrojnej.

## Dowództwo TW „Bastion”
- dowódca - „Zalizniak” (Iwan Szpontak)
- zastępca - „Szum” (Iwan Szymanskyj)
- szef sztabu - „Jaryj” (Stepan Hanas)
- oficer polityczny - „Derkacz”, potem „Sokił”
- oficer personalny/propagandowy - „Kamiń” (Hryhorij Kudryk)
- pisarz - „Mitia” (Dymitr Sajszuk)
- kapelan - „Kropyłło”

Na terenie tego odcinka (w lasach monasterskich) znajdowała się siedziba Krajowego Prowidu OUN.

## Obszar działania
Działalność odcinka obejmowała następujący obszar:
- powiat jarosławski
- powiat lubaczowski
- południowa część powiatu tomaszowskiego

## Jednostki
- kureń UPA „Mesnyky” (Iwan Szpontak)
  - sotnia „Kałynowycza” (M-1) 110 żołnierzy
  - sotnia „Szuma” (M-2) 160 żołnierzy
  - sotnia „Tuczy” (M-3) 100 żołnierzy
  - sotnia „Kruka” (M-4) 80 żołnierzy

Kureń ten nosił kryptonim „Mesnyki”, oprócz standardowych zadań bojowych zajmował się również ochroną Krajowego Prowidu OUN.
- samodzielna sotnia „Perejasławy-1” „Bryla”, potem „Sahajdacznego” (działała na tym terenie od kwietnia 1946 do maja 1947)